# Alexander Iwanowitsch Stebut
Alexander Iwanowitsch Stebut (russisch Александр Иванович Стебут; * 3. Januarjul. / 15. Januar 1877greg. in Moskau; † 1952 in Belgrad) war ein russischer Agrarwissenschaftler, Bodenkundler, Pflanzenzüchter und Hochschullehrer.

## Leben
Stebut, Sohn des adligen Agronomen Iwan Alexandrowitsch Stebut und seiner Frau Jekaterina Bernardowna geborene Michelson, gründete 1910 die Landwirtschaftsversuchsstation Saratow, deren Direktor er dann war. Er war Mitglied des Lenkungsausschusses der Liga für Agrarreformen und Vorsitzender der Kaiserlichen Landwirtschaftsassoziation. Er war Direktor der Höheren Landwirtschaftskurse für Frauen in Moskau (Stebut-Kurse).
Nach der Oktoberrevolution wurde Stebut 1918 Direktor der Versuchsstation der Oblast Moskau in Sobakino (Rajon Naro-Fominsk). Im Herbst 1919 flüchtete er vor dem Roten Terror aus Moskau nach Südrussland. Im Russischen Bürgerkrieg war er Professor an der Taurischen Universität in Sewastopol auf der Krim. 1920 wurde er im Rahmen der Evakuierungsaktionen General Wrangels aus Noworossijsk nach Konstantinopel evakuiert.
Darauf emigrierte Stebut ins Königreich Jugoslawien. Er wurde Professor für Bodenkunde an der Landwirtschaftsfakultät der Universität Belgrad. Er erstellte eine erste Klassifikation der Böden des Königreichs Jugoslawien.
Im NKWD-Bericht über Nikolai Iwanowitsch Wawilow wurde festgestellt, dass Stebut einen engen Arbeitskontakt mit Wawilow unterhielt und dass Wawilow sich oft im Ausland bei Stebut aufhielt.
Stebut wurde auf dem Belgrader Zentralfriedhof Novo Groblje begraben.